# Aulorhynchidae
Los trompudos (Aulorhynchidae) es una familia de peces marinos costeros incluida en el orden Gasterosteiformes. Se distribuyen por el norte del Pacífico, desde Japón hasta México.
Tienen el cuerpo alargado con escudos óseos laterales, con series de 24 a 26 espinas dorsales cortas y aisladas, seguidas de una aleta dorsal normal de unos 10 radios atrasada. Aletas pélvicas con una espina dura y cuatro radios blandos, mientras que la aleta caudal tiene 13 radios blandos. Longitud máxima 17 cm en Aulorhynchus flavidus.

## Géneros y especies
Existe controversia acerca de las especies clasificadas en este taxón. Según ITIS hay dos especies de esta familia:
- Género Aulichthys:
  - Aulichthys japonicus (Brevoort en Gill, 1862) - Trompudo de Japón.
- Género Aulorhynchus:
  - Aulorhynchus flavidus (Gill, 1861) - Trompudo sargacero.

Según WoRMS el trompudo del Japón es de la familia Hypoptychidae, por lo que esta familia tendría una única especie:
- Género Aulorhynchus:
  - Aulorhynchus flavidus (Gill, 1861).